# Citroën Type B2

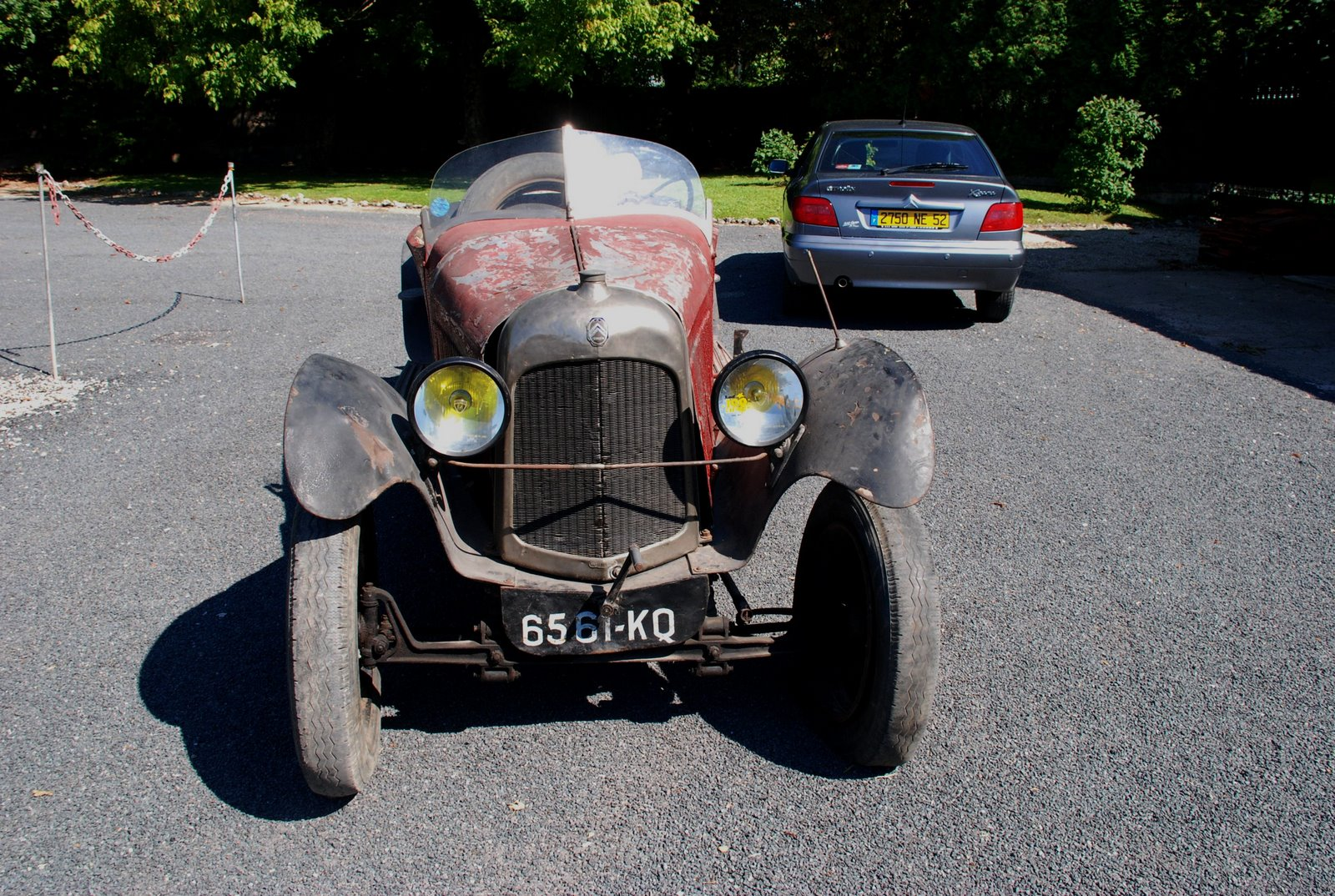
Citroën B2 Sport Caddy

De Citroën B2 is de tweede auto van Citroën, gebouwd door André Citroën tussen mei 1921 en juli 1926.

## Geschiedenis
In juni 1921 vervangt de Citroën B2 de Citroën Type A. Zij beschikt over een viercilinder motor met 1452 cc, 20 pk met een topsnelheid van 72 km/h, een verbruik van 8 liter op 100 km en drie versnellingen. Al gauw bouwde zij een reputatie op van degelijkheid en zuinigheid.
De Type B2 werd gebouwd in de historische Citroënfabrieken aan de Quai de Javel in het 15e arrondissement van Parijs (tegenwoordig Quai André Citroën) met 200 stuks per dag en 25 verschillende carrosserieën, op dezelfde wijze als de fabricage van de Ford Model T. Deze manier van fabriceren volgens het Taylorisme had hij goed bestudeerd tijdens een reis in de Eerste Wereldoorlog naar de Fordfabrieken in Detroit (Verenigde Staten).
De opvolger was de B10 in 1924, en vervolgens de B12 in 1925, tot een totale productie van 400 auto’s per dag in 1928.

## B2 Sport Caddy
Citroën bracht een speciale serie uit, de: B2 Sport Caddy met een vermogen van 22 pk en een carrosserie ontworpen door Labourdette.

## Halfrupsvoertuigen

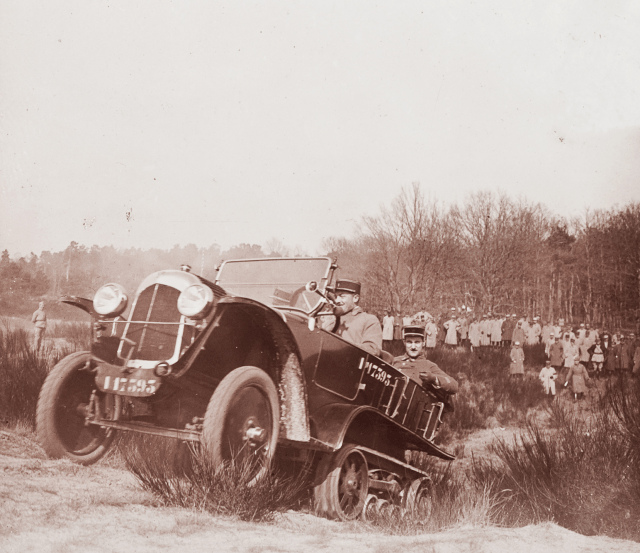
Een Citroën Kégresse, gebaseerd op de B2

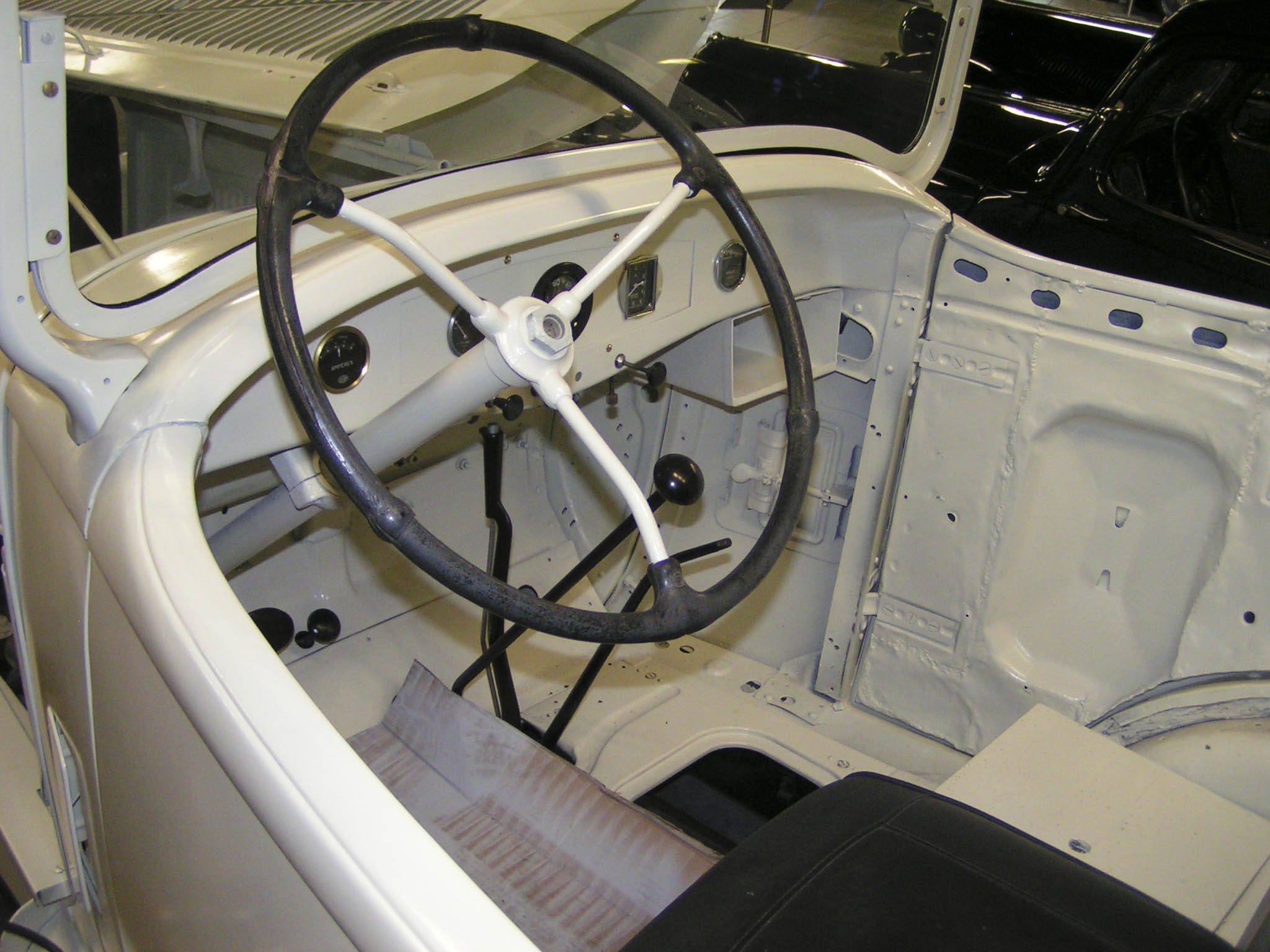
Het interieur van een Kégresse. Let op de 'wielkast' die doorloopt tot naast de stoel.

In 1922 bracht André Citroën enkele halfrupsvoertuigen uit, gebaseerd op de B2. Publiciteitsbewust als hij was, liet hij deze auto's enkele spectaculaire tochten maken: door de Sahara, van noord naar zuid door Afrika en van het Midden-Oosten naar Peking. Ook anderen begonnen de wagens te gebruiken voor extreme opgaven.
De eerste expeditie, van 17 december 1922 tot 7 maart 1923, ging dwars door de Sahara, wat nooit eerder gedaan was met halfrupsvoertuigen. De tocht voerde van Touggourt in Algerije naar Timboektoe in Mali en weer terug. Het was een enorm succes in de publiciteit. Twee jaar later organiseert Citroën de Croisière Noire (zwarte expeditie), onder leiding van de avonturiers Georges-Marie Haardt en Louis Audoin-Dubreuil. Daarbij werd tussen 28 oktober 1924 en 26 juni 1925 het hele Afrikaanse continent van noord naar zuid doorkruist, van Colomb-Béchar (Algerije) tot Kaapstad. Naast de publicitaire waarde bleek deze tocht ook van politiek, cultureel en wetenschappelijk belang.
De Croisière Jaune (gele expeditie) doorkruiste tussen 4 april 1931 en 12 februari 1932 Azië, van Beiroet tot Peking. Daarna leverde Citroën drie rupsbandvoertuigen aan admiraal Byrd voor zijn Antarctica-expeditie van 25 september 1933 tot 2 februari 1935, en vijf rupsvoertuigen voor de Croisière Blanche (witte expeditie) die van 4 juli tot 24 oktober 1934 door de Canadese Rocky Mountains voerde.

### Poolse leger
In 1924 kocht Polen 135 complete chassis van de B2 in de halfrupsuitvoering, die bekendstaat als de Citroën-Kégresse B2 10CV. De naam verwijst naar de Kégresse-rupsbanden, die niet bestaan uit metalen segmenten, maar uit een rondlopende band, bijvoorbeeld van canvas of rubber.
Hoewel het Poolse leger aanvankelijk enthousiast was, viel de inzetbaarheid tegen. De topsnelheid was nog geen dertig kilometer per uur. De terreineigenschappen stelden teleur en omdat ze smal waren en een hoog zwaartepunt hadden, kantelden de auto's gemakkelijk. Het mechaniek rond de rupsbanden bleek lastig te onderhouden en de banden zelf sleten snel. Vanaf 1934 werden sommige Kégresses omgebouwd tot terreinvrachtwagens, maar de meerderheid – negentig stuks – vormde de basis voor Samochód pancerny wz. 28-pantserwagens. Deze kregen een andere eindoverbrenging voor een hogere topsnelheid, ten koste van de trekkracht. Daardoor waren ze nog wel geschikt voor slechte wegen, maar minder voor ruw terrein. Deze wijziging bleek een succes en veel van deze wagens werden in 1939, aan het begin van de Tweede Wereldoorlog, ingezet tegen het Duitse leger.

## Trivia
Het terrein waar vroeger de fabriek lag is tegenwoordig het Parc André Citroën.